# Break You (пісня Меріон Райвен)
«Break You» (укр. Знищу тебе) — поп-рок пісня, записана норвезькою співачкою Меріон Райвен, написана і спродюсувана Максом Мартіном, Лукасом Готтвальдом для міжнародного дебютного альбому співачки «Here I Am». Трек вийшов як провідний сингл в Японії та Норвегії і став другим синглом з альбому, який вийшов в Південно-Східній Азії в 2005 році. Сингл мав великий успіх і його добре прийняли критики. Він вийшов після того, як співачка розірвала контракт з Atlantic Records через «художні розбіжності» в музиці і приєдналася до Eleven Seven Music.
Меріон виконала акустичну фольклор-рок версію «Break You» під час норвезького туру в 2013 році.

## Зміст
Лірична пісня в стилі пост-ґрандж розповідає про погані стосунки, презирство і роздратування Меріон до свого колишнього коханого.

## Музичне відео
Музичне відео до пісні було зняте в Лос-Анджелесі в березні 2005 року режисером Бреттом Саймоном. У ньому показані сцени, де Меріон розгромила квартиру свого колишнього хлопця, розрізаючи меблі навпіл і спалюючи всі інші його речі на вулиці. Це означає, що вона позбувається усього, що належить її колишньому. Є також випадки, коли Меріон накидається на руки (найімовірніше, ті, що були у її колишнього хлопця), які намагаються зупинити її, поки вона продовжує руйнувати будинок.

## Сингли та список композицій

#### Норвезьке та японське видання
1. «Break You» (версія з альбому)
2. «Surfing The Sun» (японська «Here I Am» версія)

#### Шведське видання
1. «Break You» (версія з альбому)
2. «There I Said It» (B-сторона)

#### Мексиканське видання
1. «Break You» (версія з альбому)

#### Японське видання промо-синглу
1. «Break You» (версія з альбому)
2. «Exclusive picture sleeve» (CD-Rom бонус)
3. Інші кавер-версії.

## Позиції в чартах
| Чарт (2005)                   | Найвища позиція |
| ----------------------------- | --------------- |
| Індонезійський чарт синглів   | 1               |
| Японський Oricon чарт синглів | 1               |
| Норвезький чарт Top 20        | 9               |
| Шведський чарт Top 60         | 51              |

## Перевидання 2007
Сингл «Break You» вийшов на радіостанціях Великої Британії 28 березня 2007 року і є її дебютним синглом в цій країні з альбому «Set Me Free». Трек був також частиною популярного мініальбомуу, який став тизером, поряд з «Falling Away» та «Here I Am» — треками, що також були в «Set Me Free».

#### Мініальбом «Break You»
1. «Break You»
2. «Falling Away»
3. «Here I Am»